# 50街車站 (BMT西城線)
50街車站（英語：50th Street station）是紐約地鐵BMT西城線的一個慢車地鐵站，位於布魯克林自治市公園50街及新烏得勒支大道交界，設有D線（任何時候停站）列車服務。

## 車站結構
| P 月台層 | 側式月台 | 側式月台                            |
| P 月台層 | 北行慢車 | ← 往諾伍德-205街 (漢密爾頓堡公園道) |
| P 月台層 | 尖峰快車 | → 無定期服務                        |
| P 月台層 | 南行慢車 | → 往康尼島-斯提威爾大道 (55街) →    |
| P 月台層 | 側式月台 |                                     |
| M        | 夾層     | 閘機、出入口、MetroCard自動售票機   |
| G        | 街道層   | 出入口                              |

此高架車站在1916年6月24日啟用，設有兩個側式月台和三條軌道。中央軌道一般不使用。

## 外部連結
- nycsubway.org—BMT West End Line: 50th Street
- Station Reporter — D Train
- The Subway Nut — 50th Street Pictures（页面存档备份，存于）
- 50th Street entrance from Google Maps Street View（页面存档备份，存于）
- Platforms from Google Maps Street View